# Ленкі-Гурне (Лодзинське воєводство)
Ленкі-Гурне (пол. Łęki Górne) — село в Польщі, у гміні Кшижанув Кутновського повіту Лодзинського воєводства.
Населення — 59 осіб (2011).
У 1975-1998 роках село належало до Плоцького воєводства.

## Демографія
Демографічна структура станом на 31 березня 2011 року:
|          | Загалом | Допрацездатний вік | Працездатний вік | Постпрацездатний вік |
| -------- | ------- | ------------------ | ---------------- | -------------------- |
| Чоловіки | 30      | 5                  | 21               | 4                    |
| Жінки    | 29      | 5                  | 13               | 11                   |
| Разом    | 59      | 10                 | 34               | 15                   |